# Імпульсний детонаційний двигун
Імпульсний детонаційний двигун, або "ІДД", тип рушійної системи яка використовує детонаційні хвилі з метою запалювання суміши палива та окислювача. Двигун пульсуючий тому що суміш має бути оновлена у камері згоряння поміж кожною хвилею детонації утвореною джерелом загоряння. Теоретично, ІДД може працювати від дозвукових до гіперзвукових швидкостей польоту близько 5 М. Ідеальна конструкція ІДД може мати термодинамічну ефективність більшу  ніж інші конструкції як турбореактивний двигун та турбовентиляторний двигун тому що хвиля детонації швидко стискає суміш та додає тепло у незмінному об’ємі. Тому, рухомі частини як компресори не обов’язково потрібні у двигуні, що робить можливим значно зменшити загальні вагу та кошти. ІДД розглядалися як рушійна установка більше ніж 70 років.  Ключові питання для майбутніх розробок включають швидке та ефективне змішування палива та окислювача, попередження самозаймання, та стикування з соплами.
На сьогодні немає жодного з ІДД у серійному виробництві, однак деякі стендові двигуни були побудовані та успішно встановлені у низькошвидкісні демонстраційні літальні апарати які стійко літали за допомогою ІДД у 2008 році.